# Skorzynice (przystanek kolejowy)
Skorzynice – nieczynny od 1992 przystanek osobowy (dawniej stacja kolejowa) w Skorzynicach, w Polsce. Przystanek został otwarty 1 grudnia 1895 razem z linią kolejową z Lwówka Śląskiego do Nowej Wsi Grodziskiej.

## Położenie
Przystanek osobowy znajduje się w połowie drogi między wsiami Zbylutów a Skorzynice, poza zwartą zabudową. Administracyjnie przystanek położony jest w województwie dolnośląskim, w powiecie lwóweckim, w gminie Lwówek Śląski.
Przystanek jest zlokalizowany na wysokości 230 m n.p.m.

## Historia

### Do 1945
Powstanie dawnej stacji wiązało się z doprowadzeniem linii kolejowej z Lwówka Śląskiego do Nowej Wsi Grodziskiej, która została wybudowana jako rekompensata za likwidację jednostki wojskowej w Lwówku Śląskim. Odcinek ten oddano do użytku 1 grudnia 1895.

### Po 1945
Po 1945 sieć kolejowa na Dolnym Śląsku, w tym omawiana stacja przeszła w zarząd Polskich Kolei Państwowych. Około 1960 na stacji rozebrano tory dodatkowe, a samą stację zdegradowano do przystanku osobowego. Po 1989 następował regres sieci kolejowej w Polsce. Wtedy to 1 października 1991 zlikwidowano połączenie pasażerskie między stacjami Jerzmanice Zdrój a Lwówek Śląski. Całkowite zamknięcie linii biegnącej przez przystanek nastąpiło w 1992.

## Linie kolejowe
Pielgrzymka jest 11. punktem eksploatacyjnym na dawnej linii linii kolejowej nr 284 Legnica - Pobiedna (40,136 km).
Pierwotny układ torowy to: tor główny zasadniczy, tor główny dodatkowy i 3 tory boczne ładunkowe. Po degradacji stacji pozostał tylko tor główny.

## Infrastruktura
Na przystanku znajdował lub znajduje się:
- budynek dworca kolejowego z magazynem i nastawnią (w ruinie),
- szalet,
- budynek gospodarczy,
- plac ładunkowy,
- rampa boczno-czołowa,
- 2 perony (po degradacji 1 peron).

## Połączenia
| Okres   | Stacja docelowa                                    | Liczba połączeń | Źródło      |
| ------- | -------------------------------------------------- | --------------- | ----------- |
| 1946/47 | Bolesławiec Płakowice                              | 2               | [ 5 ] [ 6 ] |
| 1970/71 | Legnica Lwówek Śląski Jelenia Góra Świeradów Zdrój | 3 2 1           | [ 7 ]       |
| 1990/92 | Jelenia Góra Legnica                               | 4               | [ 8 ]       |